# Транслітерація Китайської мови

## Транслітерація
Транслітерація іноземних слів китайською мовою (кит: 外來語 音譯表記, піньїнь: wàiláiyǔ yīnyì biǎojì) означає написання слів, імпортованих з-за кордону, за допомогою китайських ієрогліфів , які є ідеографами та логотипами китайською мовою . На відміну від інших мов, які використовують фонограми, в Китаї, де використовуються китайські ієрогліфи, які є ідеографами та логотипами, є ряд хитрих речей, які слід враховувати при записі почутих слів. Крім того, навіть у китайській мові можуть бути відмінності в кожному діалекті та країні. Наприклад, письмові ієрогліфи колишнього президента США Джорджа Буша відрізняються: 布什 (піньїнь: Bùshí) у Китаї, 布希 (піньїнь: Bù xī) на Тайвані, 布殊 (піньїнь: Bù shū) в Гонконзі та Макао.

### Деталі транслітерації
Значення слів здебільшого ігнорується, береться лише звучання китайських ієрогліфів. Типові приклади включають вираження Азія, як 亞細亞 (Yàxìyà) або транслітерацію слова «клуб», як 俱樂部 (Jùlèbù). Однак, якщо є спосіб максимально використати значення, використовують його для транслітерації. Наприклад, слово «Baekri Saecheondeok кор: 프레지던트 » використовувалося як транслітерація "президент" у старокорейській мові .
У випадку назв країн у західних країнах, коли період, відомий у Східній Азії, припадав на період Просвітництва , транслітеровані назви часто вживаються як національні назви. Типово, є « Британія (кит: 英國, піньїнь: Yīngguó)», « Франція (кит: 法國, піньїнь: Fàguó)», «Німеччина (кит:德國, піньїнь: Déguó )», « США (кит: 美國, піньїнь: Měiguó)», «Іспанія (кит: 西班牙, піньїнь: Xībānyá)», « Араса » (俄羅斯) тощо. Ця назва, дана династією Цін при встановленні офіційних відносин із цими західними державами.
Є багато транслітерованих імен іноземців, але корейці знайомі з японськими іменами під час японського вторгнення в Корею в 1592 році . У випадку Сімадзу Йосіхіро (яп: 島津義弘,しまづよしひろ), японський почесний титул «Шімадзу-доно» писався, як «яп: 沈安頓», «яп:沈安頓吾, а китайці транслітерували його як «Суманзі». Тойотомі Хідейосі "도요토미 히데요시", який фактично переніс своє ім'я на корейський хандзі , і був визнаний іншою особою. Тойотомі Хідейосі також використовував комбінацію назви офіційної посади, Gwanbaek, і вимови «Ganpaku-sama», що є транслітерацією «Kanpaku-sama», і вважався іншою особою. Токуґава Іеясу також в основному використовував слово «Deokcheongagang», але в аналах є транслітерація як «ки: 二也思, піньїнь: Èr yě sī».
У сучасну епоху існувало багато транслітерації країн, імен і топонімів жителів Заходу, а Сполучені Штати та Великобританія все ще використовуються. Однак західну культуру сприйняли пізно, тому більшість із них транслітерували з Китаю та Японії. Навіть у випадку однакової назви часто використовуються різні вирази залежно від того, чи походить вона з Китаю чи Японії. Наприклад, Франція перекладалась, як країна права, в Китаї, а в Японії, як французька мова. У цьому випадку, Франція вимовляється китайською мовою, як "Fǎguó" ', а японською мовою, як (フランス) «Франція», тому вимова схожа на транслітерацію українською мовою. У випадку з Німеччиною використовувалось така вимова в Китаї, як (德國, піньїнь: Déguó), а японською як (яп: 獨逸, Deutzі).
| Слова українською | Слова китайською | Піньїнь   |
| Спрайт            | 雪碧             | xuěbì     |
| Фанта             | 芬达             | fēn dá    |
| Шоколад           | 巧克力           | qiǎokèlì  |
| Салат             | 沙拉             | shālā     |
| Гамбургер         | 汉堡包           | hànbǎobāo |
| Лимон             | 柠檬             | níngméng  |
| Манго             | 芒果             | mángguǒ   |

### Китайська транслітерація
- Америка (США) (кит: 亞美利加, піньїнь: Yà měi lìjiā )
- Вашингтон (кит: 華盛頓, піньїнь: Huáshèngdùn)
- Нью-Йорк (кит: 紐約, піньїнь: Nǐuyuē)
- Англія (Велика Британія) (кит: 英吉利, піньїнь: Yīngjílì)
- Лондон (кит: 倫敦, піньїнь: Lúndūn)
- Франція (кит: 法蘭西, піньїнь: Fǎlánxī )
- Берлін (кит: 柏林, піньїнь: Bólín)
- Туреччина (кит: 土耳其, піньїнь: Tǔ'ěrqí)
- Іспанія (кит: 西班牙, піньїнь: Xībānyá)
- Португалія (кит: 葡萄牙, піньїнь: Pútáoyá)
- Мексика (墨西哥, Mòxīgē)

### Стара транслітерація
У старій транслітерації Китаю, згідно з синоцентризмом, було багато випадків вибору та використання китайських ієрогліфів, які підривали навколишні народи (особливо народ Хань). Наприклад, монгол, що спочатку означало хоробрий, було написано як (кит: 蒙古, піньїнь:Ménggǔ), а потім змінили на (кит: 蒙, піньїнь: Méng), що означає дурний.